# Antianemic
Antianemicele sunt medicamentele care se administrează ca tratament împotriva anemiilor.
În funcție de tipul de anemie, antianemicele se clasifică în:

## Preparate cu fier
Sunt preparate care conțin fier bivalent, trivalent singur sau în asociere cu: acid folic, Vitamina B12, Vitamina C etc.
În funcție de calea de administrare acestea pot fi:

### Pe cale orală
- sub formă de săruri feroase (Fe2+):

- sulfat feros (conține 20 % Fe), glutamat feros (conține 21-22 % Fe), fumarat feros (conține 33 % Fe)
- preparate cu Fe3+:

- complex de hidroxid de Fe polimaltoză, colinat de Fe, proteinsuccinilat feric
- Fier în combinații: fumarat feros și acid folic, sulfat feros și acid folic, gluconat feros și acid ascorbic

### Pe caleparenterală
- complexe coloidale neionizate: dextriferon, fier polimaltozat, fier dextran, complex de hidroxid de Fe3+ sucroză

## Vitamina B12
Se administrează în anemia megaloblastică prin cerență de Vitamina B12. Se administrează pe cale injectabilă (intramuscular sau subcutanat) sau pe cale orală.

## Acid folic
Se administrează în anemia megaloblastică prin carența de acid folic. calea de administrare este orală.

## Alte preparate antianemice
- Eritropoetină administrată pe cale injectabilă intrevenoasă sau subcutanată.